# Hydriomena exasperata
Hydriomena exasperata är en fjärilsart som beskrevs av Barnes och Mcdunnough 1917. Hydriomena exasperata ingår i släktet Hydriomena och familjen mätare. Inga underarter finns listade i Catalogue of Life.